# Spinomantis brunae
Spinomantis brunae es una especie de anfibio anuro de la familia Mantellidae.
Es endémica de Madagascar.
Su hábitat natural incluye bosques bajos y secos, ríos y áreas rocosas.
Está amenazada de extinción por la pérdida de su hábitat natural.